# Хинц, Пауль
Пауль фон Хинц (нем. Paul von Hintze; 13 февраля 1864 — 19 августа 1941) — немецкий государственный деятель, дипломат. Министр иностранных дел Германии в 1918 году.

## Биография
Пауль Хинц родился в 1864 году в маленьком городке Шведт, примерно в восьмидесяти милях к северо-востоку от Берлина. Семья Хинтзе была частью трудолюбивого немецкого среднего класса прусских деревень. В Шведте было всего десять тысяч жителей, но из-за того, что город находится на реке Одер, он выиграл от торговли. Отец Пауля владел табачным заводом, производя сигары сырого табака, который он импортировал. У него также было место в Городском совете. Семья Хинц была одной из самых уважаемых и богатых в городе. Пауль учился в гуманитарной гимназии (средняя школа), а в 1882 году окончил бакалавриат. 
Он вступил в военно-морской флот в возрасте восемнадцати лет. Пауль поразил начальство своим умом и жёсткостью. После базовой подготовки на учебном корабле Принц Адальберт, Хинц проплыл семь морей в течение следующих двенадцати лет, в которых он увидел побережье Африки, Ближнего Востока, Северной и Южной Америки. В 1894 году лейтенант Хинц военно-морского флота (Kapitänleutnant) поступил учился в Военно-морской академии в Мюрвике.
С 1903 года был морским атташе, с 1908 был военным уполномоченным в Санкт-Петербурге. С 1911 до 1918 годы последовательно занимал должности посла: в Мексике, Пекине и Христиании (ныне Осло, столица Норвегии). С 9 июля 1918 и до первой половины октября 1918 года был министром иностранных дел Германии, сменив на этом посту Рихарда фон Кюльмана. Когда, в условиях военного разгрома и нарастающего революционного движения, Германская империя была вынуждена отказаться от власти военной диктатуры, которую поддерживал Гинце, и создать правительство из либералов и социал-демократов (которые составляли большинство), Пауль Гинце ушёл в отставку. Некоторое время он ещё оставался в главной ставке немецкой армии и вошёл в состав делегации, которая поехала на фронт для переговоров о перемирии, но после ноябрьской революции 1918 года отошёл от государственных дел. Скончался 19 августа 1941 года.